# ماب (قمر)
|                              |                          |
| اكتشافه                      |                          |
| اكتشفه                       | مارك شوالتر وجاك ليزاوير |
| في سنة                       | 2003                     |
| خصائص المدار                 |                          |
| نصف قطر المدار               | 97,736 كيلومتر           |
| الشذوذ المداري               | 0.0025                   |
| فترة المدارِ الفلكية          | 0.923 يوم                |
| الميل المداري إلى مسار الشمس | 0.1335°                  |
| قمر لكوكب                    | أورانوس                  |
| الخصائص الطبيعية             |                          |
| نصف القطر                    | ~24 كيلومتر              |
| كتلة                         | ~1 ×1016 كيلوغرام        |
| كثافة                        | ~1.3 فرضا غرام\سنتيمتر3  |
| جاذبية سطحية على خط الاستواء | ~0.0044 متر\ثانية2، (    |
| درجة البياض                  | 0.103 فرضا               |

القمر ماب (بالإنجليزية: Mab) هو قمر طبيعي داخلي لكوكب أورانوس اكتشف سنة 2003 بواسطة العالمين مارك شوالتر Mark R. Showalter وجاك ليزاوير Jack J. Lissauer واسمه مشتق من مسرحية روميو وجولييت لويليام شكسبير.كما لديه التعيين المؤقت S/2003 U 1 . كما يعرف بأورانوس السادس والعشرين.
لم ير القمر خلال تحليق المسبار فوياجر 2 سنة 1986 بسبب كون هذا القمر صغير ومعتم، لكن بما أن هذا القمر أكثر لمعان من أقمار أخرى مثل برديتا الذي تم اكتشافه من خلال صور فوياجر 2 سنة 1997 فتم إعادة فحص الصور الملتقطة بواسطة فوياجر 2 والتدقيق فيها ليتم رؤوية هذا القمر في الصور.
لم يحدد حجم ماب بدقة. فإذا كان مظلم مثل بوك فإن قطره يبلغ حوالي 24 كم أما إذا كان بألوان لامعة مثل القمر ميراندا المجاور فأن قطره يبلغ فسيكون أصغر من كيوبيد.